# Departamento General Güemes (Salta)
General Güemes es un departamento en la Provincia de Salta (Argentina).

## Localidades y parajes
- Güemes
- Campo Santo
- El Bordo
- Cobos
- Virgilio Tedín
- Cabeza de Buey
- Palomitas
- Betania
- Cruz Quemada
- El Salto
- km 1094
- Las Mesitas
- Los Sauces

## Población
El censo 2010 arrojó 47.226 habitantes.
Para el censo 2022 el departamento registró 56.166 habitantes. Esto representó un aumento en la cantidad de personas del 18.9% y un leve incremento de la densidad poblacional respecto del censo anterior que era de 23.7. Estos datos le valieron ser el 3ª departamento con mayor densidad poblacional de la provincia.

## Defensa Civil

### Sismicidad
La sismicidad del área de Salta es frecuente y de intensidad baja, y un silencio sísmico de terremotos medios a graves cada 40 años.
- Sismo de 1930: aunque dicha actividad geológica catastrófica, ocurre desde épocas prehistóricas, el terremoto del 24 de diciembre de 1930 (94 años),[4] señaló un hito importante dentro de la historia de eventos sísmicos jujeños, con 6,4 Richter. Pero nada cambió extremando cuidados y/o restringiendo códigos de construcción.[3]
- Sismo de 1948: el 25 de agosto de 1948 (76 años) con 7,0 Richter, el cual destruyó edificaciones y abrió numerosas grietas en inmensas zonas[4][3]
- Sismo de 2010: el 27 de febrero de 2010 (15 años) con 6,1 Richter